# Список высших учебных заведений Харькова
Харьков считается научной столицей Украины. Также столицей студенчества. Здесь в 1805 году открылся четвертый в Российской империи и второй на нынешней территории Украины Императорский университет — ныне университет имени В. Н. Каразина; в 1885 — второй в Российской империи технологический институт. По состоянию на 2004 год в городе работало около 80 высших учебных заведений (из них большинство «ненастоящих» — ПТУ и техникумы, записанные приказом Министерства образования и науки Украины в 2000-е годы в вузы низшего уровня аккредитации), в которых учится более 230 тыс. студентов.
Количество «настоящих» государственных вузов города на 1941 год — 36, на 1947 — 27, на 1991 год (без училищ МВД и военных) — 21.
Количество государственных средних специальных учебных заведений города на 1991 год — 40.
Также в Харькове самое большое на Украине количество иностранных студентов (на 2010 год — 12 004 человека).

## Государственная форма собственности

### Университеты
- Украинский государственный университет железнодорожного транспорта,
61050 г. Харьков, ул. Фейербаха, 7.
- Харьковский национальный университет имени В. Н. Каразина, первоначально Харьковский Императорский университет, затем Харьковский институт народного образования — ХИНО, потом Харьковский государственный университет — ХГУ имени А. М. Горького.

Почтовый адрес с 1962 г.: 61077 (до 1998 310077), г. Харьков, площадь Свободы, 4 (бывший Дом проектов).
С момента создания в 1806 до 1961 года университет размещался в здании бывшего Губернаторского дворца и нынешнего концертного зала «Юность» (б. университетская церковь) на ул. Университетской, затем переданного УЗПИ.
Также ХНУ в 2005 передано здание ликвидированной ВИРТА имени Л. А. Говорова: пл. Свободы, 6.
ул. Мироносицкая, 1 — экономический факультет.
пр. Курчатова, 31 (Пятихатки) — Институт высоких технологий.
- Харьковский национальный университет городского хозяйства имени А. Н. Бекетова — ХНУГХ, первоначально Харьковский институт инженеров коммунального строительства — ХИИКС (до 1989), государственная академия — ХГАГХ (до 2003), национальная академия — ХНАМГ (до 2013)).61002 г. Харьков, ул. Куликовская, 12.
- Национальный технический университет «Харьковский политехнический институт», первоначально Харьковский практический химико-технологический институт — ХХТИ, затем Харьковский технологический институт — ХТИ, затем ХПИ имени Ленина.

61002, г. Харьков, ул. Кирпичева, 21.
ул. Пушкинская, 85 — кафедра физвоспитания.
ул. Веснина, 5А — иностранный факультет.
- Харьковский национальный медицинский университет, ХНМУ, первоначально Харьковский медицинский институт ХМИ, затем до 2009 ХГМУ.

61022 г. Харьков, просп. Науки, 4.
ул. Сумская, 39 (во дворе) — кафедра анатомии.
ул. Тринклера, 12 — кафедра эпидемиологии и учебный корпус.
- Национальный аэрокосмический университет «Харьковский авиационный институт», первоначально Харьковский авиационный институт — ХАИ, затем Государственный аэрокосмический университет имени Жуковского — ГАУ.

61070, г. Харьков, ул. Чкалова, 17.
Музей истории авиации (квартира Гризодубовых): ул. Мироносицкая, 54Б.
- Харьковский национальный автомобильно-дорожный университет, ХНАДУ, первоначально Харьковский автомобильно-дорожный институт — ХАДИ.

61076, г. Харьков, ул. Ярослава Мудрого, 25 — главный корпус.
61002, ул. Пушкинская, 106 — факультет мехатроники.
61170, ул. Тимуровцев, 3 — механический и экономический факультеты.
- Харьковский национальный университет радиоэлектроники, ХНУРЭ, с 1993 по 2001 — Харьковский государственный технический университет радиоэлектроники — ХГТУРЭ.

61026, г. Харьков, просп. Науки, 14.
ул. Бакулина, 16.
- Харьковский национальный экономический университет имени Семёна Кузнеца, ХНЭУ, до того ХГЭУ, первоначально Харьковский инженерно-экономический институт ХИЭИ, в просторечии инжэк.

61001, г. Харьков, просп. Науки, 9А.
ул. Космическая, 21 — корпус № 2.
- Харьковский национальный педагогический университет имени Г. С. Сковороды, ХНПУ, до того ХГПУ, первоначально Харьковский пединститут ХГПИ.

61168 г. Харьков, ул. Валентиновская, 2.
ул. Алчевских, 29.
пер. Фанинский, 3 — естественный факультет.
пл. Конституции, 18 — учебный корпус 3 (факультет физвоспитания, музвоспитание).
ул. Чернышевская, 60 — учебный корпус 4 (филологический факультет).
ул. Гастелло, 11 — учебный корпус 5 (педагогический факультет).
Сокольники, 6 — спортивные кафедры.

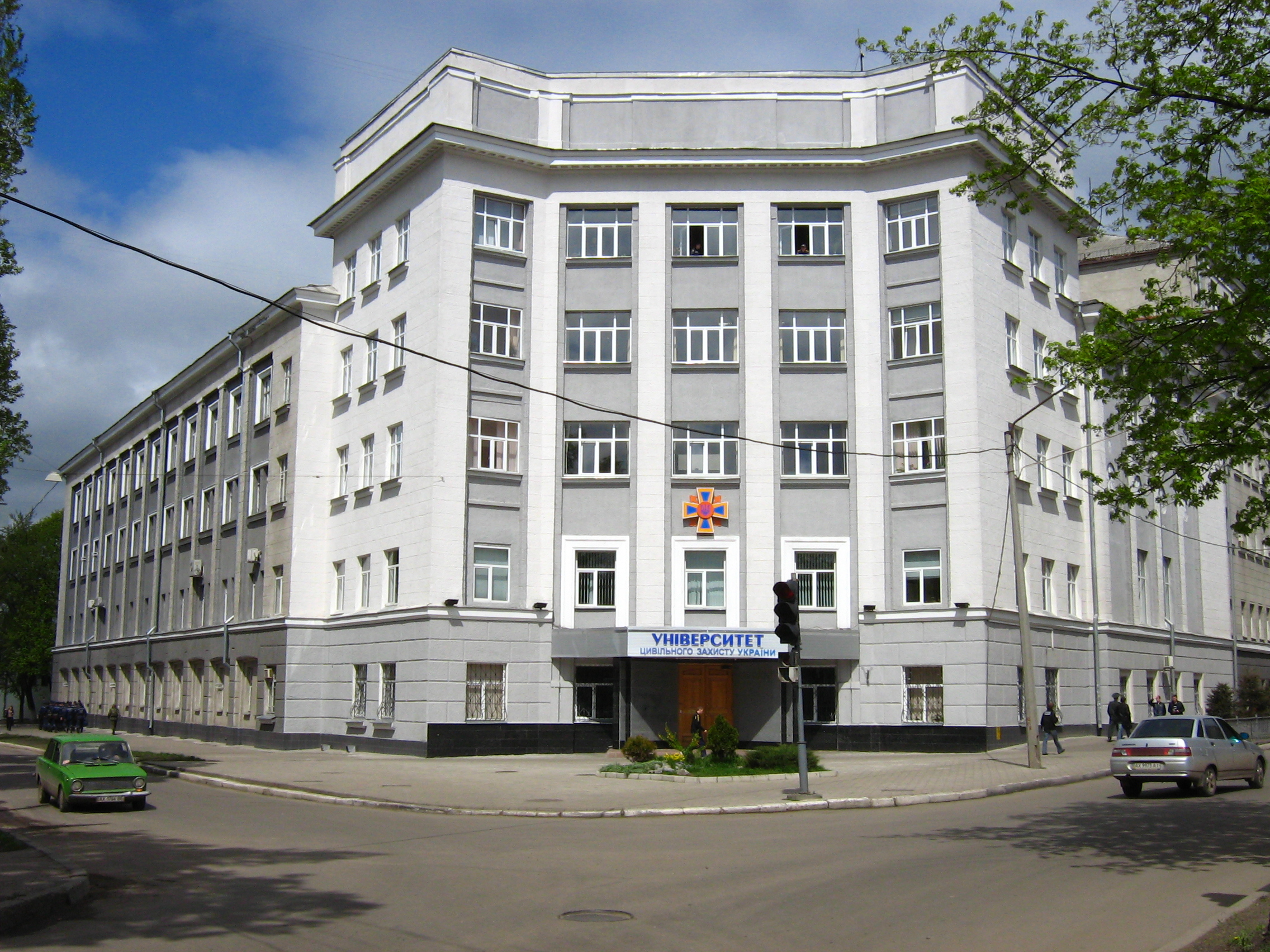
Национальный университет гражданской защиты Украины. Главный вход с ул. Алчевских

- Национальный университет гражданской защиты Украины,

61023 г. Харьков, ул. Чернышевская, 94.
- Государственный биотехнологический университет.

61002 г. Харьков, ул. Алчевсих, 44 (административный корпус).
- Национальный фармацевтический университет, первоначально Харьковский фармацевтический институт ХФИ, позже — Фармакадемия.

61002 г. Харьков, ул. Пушкинская, 53 — Административный корпус
ул. Валентиновская, 4 — Химико-технологический корпус, а так же исследовательские лаборатории.
ул. Мельникова, 12 — Медико-биологический корпус и ЦНИЛ
ул. Невского,18 — Гуманитарный корпус и Колледж
пл. Защитников Украины, 17 — ИПКСФ (Институт повышения квалификации специалистов фармации)
ул. Пушкинская, 27 - Клиническая кафедра на базе которой Клинико-диагностический центр (КДЦ)
- Харьковский национальный университет искусств имени И. П. Котляревского, ХНУИ, первоначально Харьковская консерватория и Харьковский театральный институт, позднее — Харьковский институт искусств, до 2011 — Харьковский государственный университет искусств имени Котляревского (ХГУИ).

61003 г Харьков, пл. Конституции, 11/13.
ул. Чернышевская, 79 (Дом с химерами) — театральное отделение.
- Харьковский национальный университет внутренних дел МВД Украины, первоначально Харьковская школа милиции, с 1993 по 1996 года Харьковский институт внутренних дел.

61080 г. Харьков, пр. Льва Ландау, 27.
- Харьковский университет Воздушных Сил имени Ивана Кожедуба, ХУВС.

61023 г. Харьков, ул. Сумская, 77/79.

### Академии

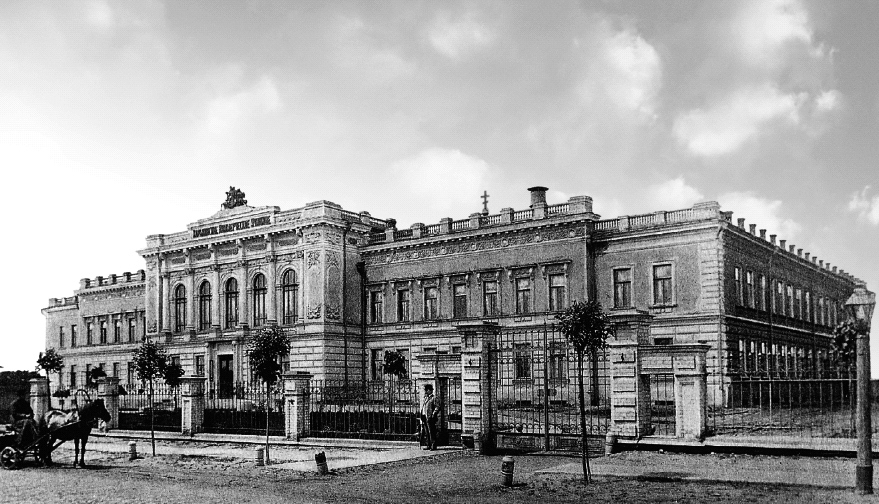
Здание Харьковского коммерческого училища императора Александра III, ныне главный корпус Национальной юридической академии имени Ярослава Мудрого

- Национальная юридическая академия имени Ярослава Мудрого, первоначально здание построено Бекетовым как Харьковское коммерческое училище императора Александра III, затем в нём размещён Харьковский юридический институт — ХЮрИ имени Л. М. Кагановича.

61024 г Харьков, ул. Пушкинская, 77.
- Харьковская государственная академия культуры, первоначально Харьковский институт культуры — ХИК.

61003 г. Харьков, Бурсацкий спуск, 4.
ул. Конторская, 1 — учебный корпус № 3.
Ул. Полтавский шлях, 5 — учебный корпус № 4.
- Харьковская государственная академия дизайна и искусств (с 2004 года), первоначально Харьковская школа рисования и живописи (1896), затем Харьковское художественное училище (1912; ныне — самостоятельный вуз), Харьковский художественный техникум повышенного типа (1921), Харьковский художественный институт ХХИ (1927), затем Харьковский художественно-промышленный институт ХХПИ (1963)[5].

61002 г. Харьков, ул. Искусств, 8.
- Харьковская государственная академия физической культуры, ХГАФК, первоначально Харьковский спортивный факультет Киевского государственного института физкультуры КГИФК, затем Харьковский государственный институт физической культуры ХГИФК.

61022 г. Харьков, ул. Клочковская, 99 (в здании бывш. средней школы № 106).
Ранее (до 2000-х) находился на ул. Пушкинской, 49 (на углу ул. Гиршмана).

### Институты
- Харьковский региональный институт государственного управления Национальной академии государственного управления при Президенте Украины, первоначально Институт повышения квалификации руководящих работников.

61050, г. Харьков, пр. Московский, 75.
- Харьковский торгово-экономический институт КНТЭУ — ХТЭИ, первоначально Харьковский бизнес-колледж (ХБК), филиал Киевского национального торгово-экономического университета (КНТЭУ).

61045, г. Харьков, пер. Отакара Яроша, 8.
- Харьковский национальный технический университет сельского хозяйства имени Петра Василенко, ХНТУСХ, до того ХГТУСХ, первоначально Харьковский институт механизации и электрификации сельского хозяйства ХИМЭСХ.

61002 г. Харьков, ул. Алчевских, 44 (административный корпус и факультет менеджмента и маркетинга).
ул. Мироносицкая, 92 — факультет переработки и хранения с/х продукции (корпус 2).
пр. Московский, 45 — факультеты механико-технологический (корпус 3) и технического сервиса (корпус 4).
ул. Рождественская, 19 — факультет электрификации сельского хозяйства (корпус 5).
- Харьковский институт банковского дела УБД НБУ, ранее Харьковский филиал Украинской академии банковского дела.

61174, г. Харьков, просп. Победы, 55.
- Харьковский институт финансов Украинского государственного университета финансов и международной торговли (с 2007 г.), ранее Харьковский филиал Украинского государственного университета экономики и финансов, ранее Харьковский финансово-экономический колледж.

61003, г. Харьков, пер. Плетневский, 5.

#### Гражданские
- Харьковский коллегиум — XVIII век.
- Харьковский институт благородных девиц — до 1919 г.
- Харьковский женский медицинский институт

ул. Сумская, 1.
- Высшие женские курсы. Сейчас в здании (архитектор Алексей Бекетов) ХИМЭСХ.

ул. Мироносицкая, 92.
- Харьковский коммерческий институт. Сейчас в здании (архитектор Алексей Бекетов) ХИМЭСХ.

ул. Епархиальная, 44.
- Харьковское коммерческое училище имени императора Александра Третьего (1885—1919). Сейчас в здании (архитектор Алексей Бекетов) Национальная юридическая академия имени Ярослава Мудрого.

ул. Пушкинская, 77.
- Харьковский институт народного хозяйства ХИНХ (1919—1930). Ликвидирован в ходе реформы высшего образования УССР в 1930 году. На базе факультетов ХИНХ были созданы Харьковский инженерно-экономический институт, Харьковский плановый институт им. А. М. Дудника, Харьковский финансово-экономический институт, Харьковский институт советского строительства и права, Харьковский институт обмена и распределения.
- Украинский (Харьковский) полиграфический институт был создан в 1930 г. в Харькове путём объединения полиграфических факультетов Киевского, Харьковского и Одесского художественных институтов. В 1945 г. его перевели во Львов.
- Харьковский институт народного образования (ХИНО, УИНО, ИНО) (1920—1930). Преобразован с другими ВУЗами в Харьковский государственный университет.
- Харьковский педагогический институт иностранных языков ХПИИЯ, ХПИИЯз (1930—1960). Слит с Харьковским университетом.
- Харьковский горный институт ХГГИ — закрыт в 1962, в его здании открыт ХИРЭ.

пр. Науки, 14.
- Харьковский институт лётчиков ХИЛ, переформировав его после объединения с Киевским институтом Военно-Воздушных Сил в Харьковский институт Военно-Воздушных Сил имени Ивана Кожедуба (23 августа 2000 года).

В 2004 году на базе Харьковского военного университета (ХВУ)и Харьковского института Военно-Воздушных Сил (ХИ ВВС) был сформирован
- Харьковский университет Воздушных Сил имени Ивана Кожедуба (ХУВС).
- Институт танковых войск имени Верховной Рады Украины.

C 1998 при Харьковском политехническом университете ХПИ, с 2007 сокращён и реорганизован в Гвардейский ордена Красной Звезды факультет военной подготовки им. Верховной Рады Украины. Первоначально Харьковское гвардейское высшее танковое командное ордена Красной Звезды училище им. Верховного Совета УССР (ХГвВТКУ).
61034, г. Харьков, ул. Полтавский Шлях, 191.
- Военно-строительный факультет при ХГТУСА — в 2004 году потерял статус самостоятельного высшего военного учебного заведения при гражданском вузе, был переформирован в факультет военной подготовки ХГТУСА. В 2005 году прекратил своё существование, будучи реорганизованным в кафедру военной подготовки на фондах ХГТУСА. Территория факультета (ул. Баварская, 7) передана Университету гражданской защиты Украины.
- Харьковское суворовское училище, с 1947 Киевское суворовское училище. Открыто в 1943 году в Чугуеве.

## Семинария
- Харьковская духовная семинария.

Украинская Православная Церковь Московского патриархата.
г. Харьков, Покровский монастырь, ул. Университетская.

## Негосударственная форма собственности
- Харьковский экономико-правовой университет, ХЕПУ

61080 г. Харьков, пр-т. Гагарина, 187.
- Харьковский гуманитарный университет «Народная украинская академия»

61000 г. Харьков, ул. Лермонтовская, 27.
- Институт востоковедения и международных отношений «Харьковский коллегиум»

61039 г. Харьков, просп. Любови Малой, 4.
- Международный славянский университет (закрыт в 2014 г.)[6]

61045 г. Харьков, ул. Отакара Яроша, 9-А. Предыдущий адрес — 61022, пл. Свободы, 4, Госпром, 1-й подъезд, 4-й этаж.
- Международный Соломонов университет (восточно-украинский филиал). «МСУ-Харьков»

61058 г. Харьков, ул. Чичибабина, 11.
- Межрегиональная академия управления персоналом, МАУП.

61012 г. Харьков, ул. Рождественская, 29-Б.
- Харьковский гуманитарно-экологический институт, ХГЭИ.

61000 г. Харьков, ул. Матросова, 3.
- Харьковский институт бизнеса и менеджмента, ХИБМ.

61002 г. Харьков, ул. Алчевских, 8.
- Харьковский социально-экономический институт, ХСЭИ.

61003 г. Харьков, пл. Конституции, 1, Дворец Труда, 4 под.